# 永丰州
永丰州，清朝设置的州。
雍正五年（1727年）析广西省泗城府西隆州红水江以北地置，治所在今贵州省贞丰县。属兴义府。因嘉庆帝赐“忠贞丰茂”匾额，取“贞丰”二字，于嘉庆二年（1797年）改名为贞丰州。 